# Rising Sun-Lebanon
Rising Sun-Lebanon és una concentració de població designada pel cens dels Estats Units a l'estat de Delaware. Segons el cens del 2000 tenia 2.458 habitants.

## Demografia
Segons el cens del 2000, Rising Sun-Lebanon tenia 2.458 habitants, 829 habitatges, i 669 famílies. La densitat de població era de 280 habitants/km².
Dels 829 habitatges en un 49,1% hi vivien nens de menys de 18 anys, en un 64,4% hi vivien parelles casades, en un 12,9% dones solteres, i en un 19,2% no eren unitats familiars. En el 14,5% dels habitatges hi vivien persones soles el 4,6% de les quals corresponia a persones de 65 anys o més que vivien soles. El nombre mitjà de persones vivint en cada habitatge era de 2,97 i el nombre mitjà de persones que vivien en cada família era de 3,29.
Per edats la població es repartia de la següent manera: un 35% tenia menys de 18 anys, un 11,4% entre 18 i 24, un 35,3% entre 25 i 44, un 12,7% de 45 a 60 i un 5,5% 65 anys o més.
L'edat mediana era de 27 anys. Per cada 100 dones de 18 o més anys hi havia 95,7 homes.
La renda mediana per habitatge era de 37.315 $ i la renda mediana per família de 40.658 $. Els homes tenien una renda mediana de 27.031 $ mentre que les dones 21.302 $. La renda per capita de la població era de 13.868 $. Aproximadament el 4,1% de les famílies i el 6,6% de la població estaven per davall del llindar de pobresa.

## Poblacions més properes
El següent diagrama mostra les poblacions més properes.